# مبارک حسین بویان
مبارک حسین بویان (بنگالی: মোবারক হোসেন ভূঁইয়ান؛ زادهٔ ۱۲ دسامبر ۱۹۹۰) بازیکن فوتبال اهل بنگلادش است.
وی همچنین در تیم ملی فوتبال بنگلادش بازی کرده است.